# Townsend (Montana)
Townsend é uma cidade localizada no estado americano de Montana, no Condado de Broadwater.

## Demografia
Segundo o censo americano de 2000, a sua população era de 1867 habitantes.
Em 2006, foi estimada uma população de 1974, um aumento de 107 (5.7%).

## Geografia
De acordo com o United States Census Bureau tem uma área de
4,1 km², dos quais 4,1 km² cobertos por terra e 0,0 km² cobertos por água. Townsend localiza-se a aproximadamente 1167 m acima do nível do mar.

## Localidades na vizinhança
O diagrama seguinte representa as localidades num raio de 40 km ao redor de Townsend.